# Selekcja (zootechnika)
Selekcja – terminem tym określa się wybór zwierząt o określonych cechach do rozmnażania;  jego skutkiem jest zmiana frekwencji genów w populacji. Celem selekcji jest wydzielenie najlepszych osobników o pożądanych cechach do rozpłodu przy równoczesnym eliminowaniu z dalszej hodowli sztuk gorszych, co umożliwia uzyskanie postępu hodowlanego. Jej podstawę stanowi genetyczna zmienność cech w populacji, występująca nawet u najbardziej ustalonych ras. 
Selekcja prowadzona jest przez hodowcę (selekcja sztuczna) na podstawie m.in. zdrowia, oceny pokroju, pochodzenia, plennosci i wartości hodowlanej potomstwa. Rasy powstałe bez ingerencji człowieka to tzw. rasy prymitywne (selekcja naturalna).